# فيكتور مورا (منافس ألعاب قوى)
فيكتور مورا (بالإسبانية: Víctor Manuel Mora) هو منافس ألعاب قوى كولومبي، ولد في 29 نوفمبر 1944 في بوغوتا في كولومبيا.

## وصلات خارجية
- فيكتور مورا على موقع رابطة إحصائيات سباق الطريق (الإنجليزية)
- فيكتور مورا على موقع أوليمبيديا (الإنجليزية)